# Burgus Passau-Haibach

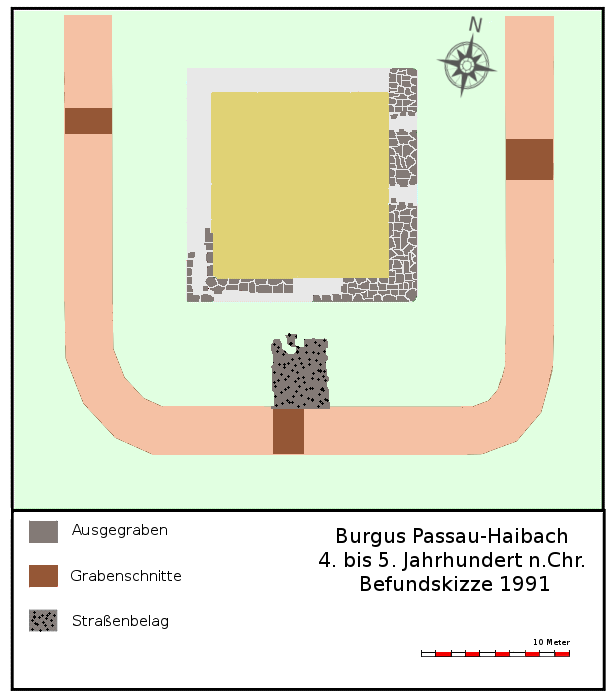
Befundplan von 1991

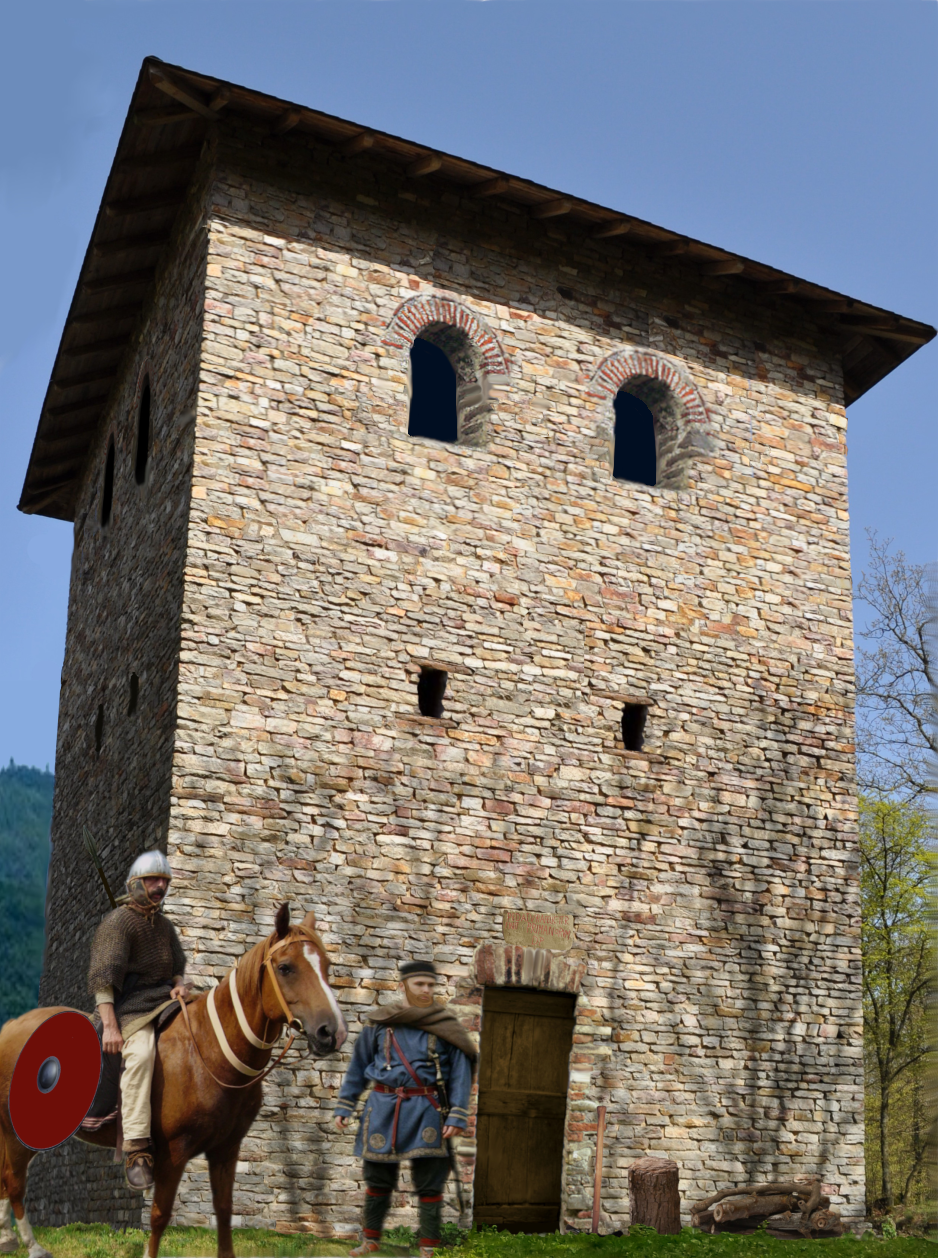
Rekonstruktionsversuch des spätantiken Wachturms von Bacharnsdorf

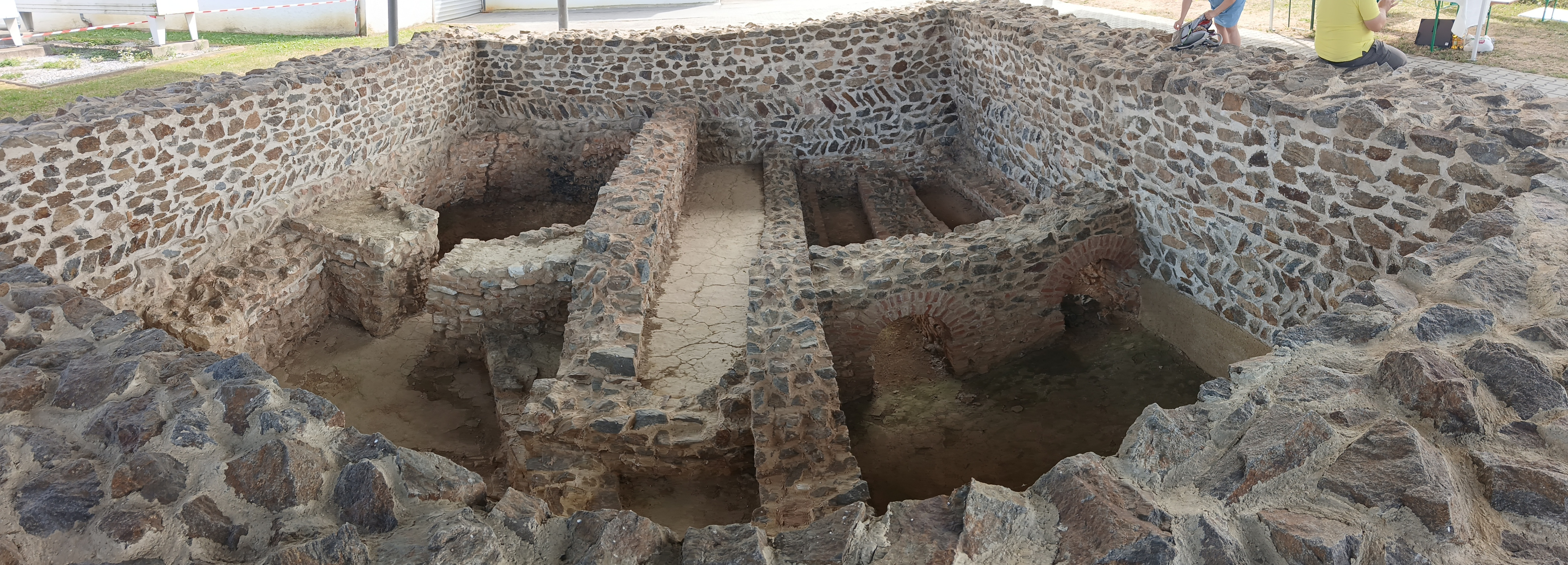
Kalkbrennofen (links) und Ziegelbrennofen (rechts) als mittelalterliche Einbauten in der Umfassungsmauer de Burgus

Der Burgus Passau-Haibach ist ein spätantiker Wachturm auf dem Gebiet von Bayerisch Haibach, dem östlichsten Ortsteil von Innstadt, einem Stadtteil von Passau im Regierungsbezirk Niederbayern in Ostbayern, Deutschland. Der Burgus war vermutlich eine der zahlreichen, unter Kaiser Valentinian I. errichteten, aber nur kurzzeitig besetzten Grenzbefestigungsanlagen an der oberen Donau. Er ersetzte wohl in der letzten Phase des norischen Limes das etwas weiter flussaufwärts gelegene Kastell Boiotro (Gemarkung Passau-Innstadt). Der Burgus ist seit 2021 Bestandteil des zum UNESCO-Weltkulturerbe erhobenen Donaulimes.

## Lage und Funktion
Die Turmstelle liegt im Stadtteil Innstadt, knapp an der Grenze zu Österreich, am Zusammenfluss der Flüsse Donau (Danuvius), Inn (Aenus) und Ilz auf dem Gelände einer Kläranlage an der Wiener Straße (die dem Verlauf der antiken Limesstraße folgen dürfte), zwischen den Mündungen von Haibach und Kräuterbach in die Donau. In römischer Zeit lag der Burgus noch direkt am Donauhochufer.
Zu den Aufgaben der Turmbesatzung zählte die Sicherung der Flussgrenze (ripa) bzw. des Innüberganges der römischen Provinz Raetia (Rätien) nach Noricum (Norikum), der Schutz der Stadt Batavis (des heutigen Passau), die Nachrichtenübermittlung entlang des Limes sowie die Überwachung und Kontrolle der umliegenden Straßen und des Schiffsverkehrs auf der Donau.

## Forschungsgeschichte
Die ersten Untersuchungen an der Turmstelle wurden in den Jahren 1906/1907 von Franz Joseph Engel (1867–1922), Gymnasialprofessor am Humanistischen Gymnasium in Passau, in Angriff genommen. Da im Mittelalter jedoch zwei Brennöfen in den Turm eingebaut worden waren, interpretierte Engel die Überreste irrtümlich als Ziegel- und Kalkbrennerei. Bei zwei weiteren Grabungen in den Jahren 1978/79 erkannte schließlich Helmut Bender, Professor für Archäologie der Römischen Provinzen an der Universität Passau, in den Mauerresten einen mehrphasigen römischen Wachturm aus der Spätantike. Weitere Untersuchungen konnten noch während der Erbauung der Kläranlage 1983/1984 vorgenommen werden. Seine Grabungsergebnisse wurden jedoch nicht veröffentlicht.

## Entwicklung
Der Burgus stammt aus der zweiten Hälfte des 4. Jahrhunderts n. Chr. und geht – wie der ihm in der Bauart sehr ähnliche Burgus Hirschleitengraben in Oberösterreich – vermutlich auf einen Wachturm des 2. oder 3. Jahrhunderts n. Chr. zurück. Der erste Turm war vermutlich Bestandteil der ersten Wach- und Signalturmkette am norischen Limes. Der Burgus war wohl bis in das 5. Jahrhundert besetzt, wie der Fund von sogenannter Horreumkeramik annehmen lässt. Im Hochmittelalter wurde die Ruine als Ziegel- und Kalkbrennerei verwendet.

## Burgus
Die Anlage hatte einen quadratischen, 12 × 12 Meter messenden Grundriss. Die Fundamente der ca. 1,20 bis 1,30 Meter starken Mauern standen wegen des sumpfigen Geländes auf einem hölzernen Gitterrost (Piloten). Vermutlich erreichten sie ursprünglich eine Höhe von 8,40 Meter (Dachansatz). Der Turm dürfte in etwa gleich breit wie hoch gewesen sein (Höhe bis zum Dachgiebel zwölf Meter). Die Nordmauer wurde beim Bau der Ziegelei fast vollkommen zerstört. Umgeben war er an allen Seiten von einem durchschnittlich drei Meter breiten Graben (gemessen im Süden), die Breite der Berme betrug acht Meter.

## Denkmalschutz
Der Burgus ist als eingetragenes Bodendenkmal im Sinne des Bayerischen Denkmalschutzgesetzes geschützt. Nachforschungen und gezieltes Sammeln von Funden sind genehmigungspflichtig, Zufallsfunde sind den Denkmalbehörden anzuzeigen.

## Hinweise und Fundverbleib
Die Kläranlage der Stadt Passau befindet sich in der Wiener Straße 45, rund 800 Meter vor dem Grenzübergang Achleiten (Karte). Die Reste des Turms und der Ziegelöfen wurden konserviert und teilweise rekonstruiert (Karte). Sie wurden mit einem Schutzbau überdacht, der sich hinter dem Hauptgebäude befindet. Eine Besichtigung ist nur nach telefonischer Anmeldung möglich. Die Funde aus den Grabungen befinden sich heute in der Archäologischen Staatssammlung in München.